# Pedro II de Chipre
Pedro II de Chipre o Pedro II de Lusignan, llamado el Gordo (verso 1354 o 1357-13 de octubre de 1382), dicho Pere el Gros, fue rey de Chipre desde el 17 de enero de 1369 hasta su muerte en 1382. El período de su reinado presentó una decadencia en contraste con el período anterior de su padre. Durante su reinado, perdió las posesiones chipriotas de su padre en Asia Menor. Aún más, Chipre sufrió una invasión desastrosa de los genoveses el 1373-1374 que iba dirigida a la captura de Famagusta, el puerto más grande y más importante de la isla, lo que supuso el inicio del declive. Las otras ciudades importantes de Chipre también resultaron dañadas debido a la guerra con Génova.

## Orígenes familiares
Fue el hijo de Pedro I de Chipre y su segunda mujer Leonor de Aragón. Subió al trono siendo joven, tras el asesinato de su padre. También fue conde titular de Trípoli y de Jerusalén.

## Matrimonio
Se propuso un enlace matrimonial entre Pedro y una hija del emperador bizantino Juan V Paleólogo, pero la sugerencia fue rechazado por razones políticas, ya que los latinos no recibieron bien el posible matrimonio de Pedro con una princesa griega. La justificación que fue dada a los enviados de los Paleólogo era que el rey estaba ocupado con los peligros que amenazaban Chipre debido a la invasión genovesa de la isla.
Pedro se casó por poderes en Milán el 2 de abril del 1376 y en persona en la Catedral de Santa Sofía de Nicosia, en julio / agosto de 1378, con Valenza o Valentina Visconti (Milán, ca. 1360 o 1360/1362 - Italia, hacia 1393 antes de septiembre del 1393), hija de Bernabé Visconti, Señor de Milán, y su esposa Beatrice Regina della Scala. Tuvieron una hija en 1379 o 1380 pero murió de niña en Nicosia, antes del 3 de octubre del 1382 y fue enterrada en Santo Domingo, Nicosia.
Fue sucedido no por su hermana superviviente Margarita, sino por su tío, Jacobo I de Chipre, ya que su única hija no sobrevivió y no tuvo otros hijos. La viuda se casó más tarde, después del 1383, con Galeazzo, conde de las Virtudes.

## Reinado
Pedro II fue prclamado rey de Chipre tras el asesinato de su padre en enero de 1369. Sin embargo, como no era adulto, solo tenía 15 años, su tío Juan de Lusignan, príncipe titular de Antioquia gobernó como regente hasta que Pedro tuvo la edad. El nombramiento de Juan encontró una seria oposición de la reina Leonor, que creía que Juan había estado implicado en el asesinato de su marido. Jurando venganza, Leonor pidió ayuda militar en Europa a fin de castigar a los asesinos de Pedro I. En sus llamadas secretas en varios lados, Génova respondió afirmativamente y aprovechó el momento para implicarse en el control del Reino de Chipre.
El 6 de enero de 1372, Pedro II fue coronado en Nicosia en la catedral de Santa Sofía como rey de Chipre, y el 10 de octubre en la Catedral de San Nicolás de Famagusta como rey de Jerusalén. Génova encontró la ocasión de intervenir en Chipre después de su coronación. Mientras duraban las ceremonias de la coronación como rey de Jerusalén, el 12 de octubre, se dieron episodios serios de violencia, durante la cual hubo disturbios y derramamiento de sangre, en la que los protagonistas fueron los venecianos y los genoveses de Famagusta. El tema de una disputa entre los genoveses y los venecianos era la costumbre de quién iría a la izquierda del cortejo real y quién estaba a la derecha.
Después de una cena solemne, las diferencias entre las comunidades genovesa y veneciana se trasladaron a las calles de Famagusta, y más tarde, a los caminos de Famagusta, donde venecianos y genoveses tuvieron un enfrentamiento armado con muchas víctimas y daños. Los genoveses fueron considerados responsables, y fueron arrestados. El resto de los genoveses denunció después a Génova el arresto de sus compatriotas y la autoridad de aquella república creyeron que esta era su oportunidad para intervenir en el control de Chipre. En respuesta, Génova organizó una expedición punitiva a Chipre., financiada por genoveses ricos, El jefe de la fuerza expedicionaria militar era Pere di Campofregoso, hermano del dux de Génova.
Pedro II y sus consejeros de Chipre, creyeron que todas las fuerzas militares disponibles deberían ser llamadas a la isla para hacer frente a la amenaza genovesa. Por lo tanto, Pedro cedió Antalya (capturada por su padre, Pedro I) al emir de Teke mediante un tratado. Los chipriotas retiraron sus fuerzas en 1373. Pedro no comandó la resistencia contra Génova, sino que lo dejó a sus tíos, Juan y Santiago. Por el contrario, el joven rey, que era con su madre Leonor en Famagusta, perdió esta ciudad que era un puerto muy importante y en resultó cautivo. Famagusta, que estaba excelentemente fortificada, fue tomada por los genoveses con una argucia. Concretamente, se permitió la entrada de los genoveses en la ciudad presuntamente por negociaciones, entrada que se demostró fatal.
Pedro fue hecho cautivo por genoveses con su madre Leonor. El genoveses también atacaron Limassol y Paphos, y entraron en la capital del reino, Nicosia. Sus dos tíos Juan y Jacobo resistieron con éxito contra los invasores en el castillo de San Hilarión de la ciudad de Kyrenia. Al año siguiente (1374), el rey fue forzado a firmar un acuerdo humillante con Génova, el cual declaraba Famagusta bajo soberanía genovesa, imponía el pago de indemnizaciones enormes a los genoveses, Kyrenia también pasaba a soberanía genovesa y Jacobo debía abandonar Chipre. Jacobo obedeció y abandonó Kyrenia pero cuando marchaba a Europa fue arrestado en Rodas por los genoveses a pesar de la promesa que habían hecho de soltarlo. Sólo retornó cuando se convirtió en rey de Chipre.
Toda la operación genovesa en Chipre, les dio muchos beneficios. Sin embargo, antes de irse, ejecutaron a quienes estuvieron implicados en el asesinato de Pedro I como prometieron a Leonor, que después del final de la guerra contra Génova organizó la muerte del príncipe Juan, a quien creía implicado en el asesinato de su marido.
La poderosa Leonor entró en conflicto con Valentina después de su boda con Pedro II, y también fue implicada en muchos asuntos y escándalos. Por tanto Pedro decidió enviar fuera de Chipre a su madre. A pesar de las protestas de su madre, Leonor volvió a territorio de la Corona de Aragón en septiembre de 1378.
También Pedro tuvo éxito en negociar un tratado de paz con el sultán de Egipto. Construyó y mejoró las fortificaciones de Nicosia. Construyó también una villa real en el pueblo de Potamia y otras tareas. Como su padre, creó sus propias monedas. Murió el 13 de octubre del 1382 en el Palacio de La Cava, Nicosia, y fue enterrado en Santo Domingo en Nicosia.